# گمینا راجمیتسه
گمینا راجمیتسه (به لهستانی:  Gmina Radziemice) یک گمینا در لهستان است که در شهرستان پروشوویتسه واقع شده‌است. گمینا راجمیتسه ۵۷٫۸۵ کیلومتر مربع مساحت و ۳٬۴۴۲ نفر جمعیت دارد.